# Rally van de Verenigde Staten 1974
De Rally van de Verenigde Staten 1974, officieel 26th Press-on-Regardless Rally, was de 26ste editie van de Rally van de Verenigde Staten (PoR) en de zesde ronde van het Wereldkampioenschap Rally in 1974. Het was de 19de rally in het Wereldkampioenschap Rally dat georganiseerd wordt door de Fédération Internationale de l'Automobile (FIA). De start en finish vond plaats in Marquette.
Renault kon voor het eerst een overwinning vieren sinds hun succesjaar in 1973. Jean-Luc Thérier won de rally niet met de Alpine A110, maar in de compactere Renault 17 Gordini, die competitief genoeg bleek tegenover Markku Aléns Fiat die als tweede eindigde, terwijl Thériers teamgenoot Jean-Pierre Nicolas de derde plaats op zich nam. De combinatie Sandro Munari-Lancia Stratos was dit keer minder gelukkig. De poging om de auto voor de derde keer op rij zonder veel onderhoud in te zetten, eiste haar tol met een opgave.

## Route
| Etappe | Dag(en)              | Klassementsproeven | Competitieve afstand |
| ------ | -------------------- | ------------------ | -------------------- |
| 1      | Donderdag 31 oktober |                    |                      |
| 2      | Vrijdag 1 november   |                    |                      |
| 3      | Zaterdag 2 november  |                    |                      |
|        |                      |                    |                      |
| Totaal | Totaal               |                    | 244,00 kilometer     |

- Noot: Indeling van de klassementsproeven over de etappes is onbekend.

## Resultaten
| Top tien klassement | Top tien klassement | Top tien klassement | Top tien klassement  | Top tien klassement      | Top tien klassement | Top tien klassement | Top tien klassement | Top tien klassement             | Top tien klassement |
| Pos.                | Nr.                 | Rijder              | Navigator            | Auto                     | Gr.                 | Inschrijving        | Tijd                | Verschil                        |                     |
| ------------------- | ------------------- | ------------------- | -------------------- | ------------------------ | ------------------- | ------------------- | ------------------- | ------------------------------- | ------------------- |
| 1.                  | 12                  | Jean-Luc Thérier    | Christian Delferrier | Renault 17 Gordini       | 4                   | Renault Elf         | 5:29.47             | 0.00                            |                     |
| 2.                  | 7                   | Markku Alén         | Atso Aho             | Fiat Abarth 124 Rallye   | 4                   | Fiat S.p.A.         | 5:35.10             | + 5.23                          |                     |
| 3.                  | 9                   | Jean-Pierre Nicolas | Geraint Philips      | Renault 17 Gordini       | 4                   | Renault Elf         | 5:35.49             | + 6.02                          |                     |
| 3.                  | 65                  | Simo Lampinen       | John Davenport       | Lancia Beta Coupé        | 4                   | Lancia Marlboro     | 5:49.48             | + 20.01                         |                     |
| 5.                  | 11                  | Guy Chasseuil       | Jean-Pierre Rouget   | Alpine-Renault A110 1800 | 4                   | Alpine Renault Elf  | 5:56.45             | + 26.58                         |                     |
| 6.                  | 4                   | Bernard Darniche    | Alain Mahé           | Renault 17 Gordini       | 4                   | Renault Elf         | 6:05.26             | + 35.39                         |                     |
| 7.                  | 63                  | Sobieslaw Zasada    | Jerzy Dobrzanski     | Porsche 911              |                     | Sobieslaw Zasada    | 6:21.59             | + 52.11                         |                     |
| 8.                  | 5                   | Bob Neyret          | Claudine Trautmann   | Alpine-Renault A110 1800 | 4                   | Alpine Renault Elf  | 6:22.42             | + 52.55                         |                     |
| 9.                  | 1                   | Marianne Hoepfner   | Yveline Vanoni       | Alpine-Renault A110 1800 | 4                   | Alpine Renault Elf  | 6:35.39             | + 1:05.42                       |                     |
| 10.                 | 16                  | Bob Hourihan        | Doug Shepherd        | Volvo 142                | 2                   | Bob Hourihan        | 6:40.41             | + 1:10.53                       |                     |
| Niet aan de finish  |                     |                     |                      |                          |                     |                     |                     |                                 |                     |
| Pos.                | Nr.                 | Rijder              | Navigator            | Auto                     | Gr.                 | Inschrijving        | KP                  | Reden                           |                     |
| NF                  | 2                   | Walter Boyce        | Doug Woods           | Toyota Corolla           | 2                   | Toyota Canada       | 20                  | Vast in de modder               |                     |
| NF                  | 3                   | Alcide Paganelli    | Ninni Russo          | Fiat Abarth 124 Rallye   | 4                   | Fiat S.p.A.         | Na KP 21            | Koppeling                       |                     |
| NF                  | 10                  | Sergio Barbasio     | Francesco Rossetti   | Fiat Abarth 124 Rallye   | 4                   | Fiat S.p.A.         |                     | Uitgesloten                     |                     |
| NF                  | 13                  | Scott Harvey        | Wayne Zitkus         | Dodge Colt               |                     | Scott Harvey        |                     | As                              |                     |
| NF                  | 15                  | Brian Culcheth      | Johnstone Syer       | Morris Marina            |                     | Brian Culcheth      | 23                  | Versnellingsbak                 |                     |
| NF                  | 17                  | Jean-Paul Pérruse   | John Bellefleur      | Fiat Abarth 124 Rallye   | 4                   | Fiat S.p.A.         | Na KP 21            | Koppeling                       |                     |
| NF                  | 19                  | Keith Billows       | John Campbell        | Ford Escort RS1600       | 2                   | Keith Billows       |                     | Versnellingsbak                 |                     |
| NF                  | 22                  | François Turcot     | Gérard Passat        | Alpine-Renault A110 1800 | 4                   | Scott Harvey        | 5                   | Ongeluk                         |                     |
| NF                  | 27                  | Alain Ambrosino     | Jean-Jacques Regnier | Alpine-Renault A110 1800 | 4                   | Alain Ambrosino     |                     | Motor                           |                     |
| NF                  | 64                  | Sandro Munari       | Mario Mannucci       | Lancia Stratos HF        | 4                   | Lancia Marlboro     |                     | Distributeur / achter ophanging |                     |

## Kampioenschap standen

#### Constructeurs
| Pos. | Constructeur | Ptn. |
| ---- | ------------ | ---- |
| 1    | Fiat         | 63   |
| 2    | Lancia       | 62   |
| 3    | Ford         | 34   |
| 4    | Porsche      | 27   |
| 5    | Datsun       | 26   |

- Noot: Enkel de top vijf posities worden in de stand weergegeven.